# Хлорофилл c3
Хлорофилл c3 — форма хлорофилла c, обнаруженная у кокколитофориды Emiliania huxleyi, и определённая как самостоятельное вещество в 1989 году. Максимумы его поглощения: 452, 585, 625 нм и 452, 585, 627 нм в диэтиловом эфире и ацетоне соответственно.